# Marie Osborne

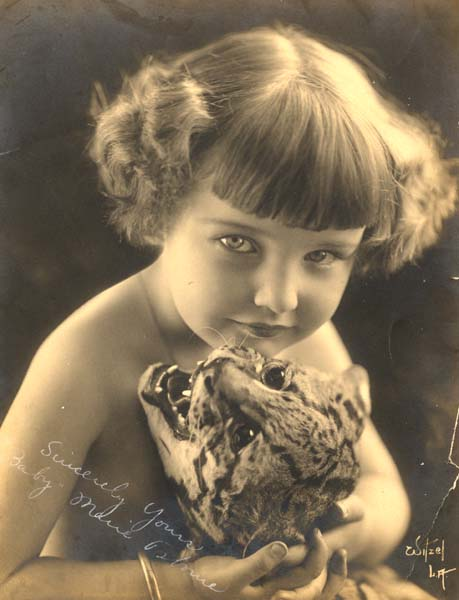
Baby Marie Osborne

Marie Osborne, besser bekannt als Baby Marie; eigentlich Helen Alice Myres, (* 5. November 1911 in Denver, Colorado; † 11. November 2010 in San Clemente, Kalifornien) war eine US-amerikanische Filmschauspielerin.

## Leben

### Kindheit
Osborne wurde als Helen Alice Myres geboren. Kurz nach ihrer Geburt kam sie zu Pflegeeltern; diese änderten den Vornamen des Mädchens. 1914 übersiedelte die Familie nach Kalifornien. Ihre Eltern bekamen Arbeit in der Filmindustrie.

### Karriere
Als man für einen Film einen kleinen Jungen suchte, wurde man auf Marie aufmerksam, die damals einen Bubikopf trug. Als Baby Marie spielte sie bis 1919 in 29 Filmen mit. Von 1934 bis 1949 spielte sie vorwiegend Statistenrollen. Danach war sie als Kostümbildnerin für verschiedene Produktionen aktiv.
1976 ging sie in den Ruhestand.

### Privates
Marie Osborne war von 1931 bis 1936 mit Frank J. Dempsey verheiratet. Diese Ehe wurde geschieden. 1945 heiratete sie Murray F. Yates, der 1975 starb. Sie hatte eine Tochter namens Joan und fünf Enkelkinder. Zuletzt lebte sie im Kreise ihrer Familie im kalifornischen San Clemente, wo sie wenige Tage nach ihrem 99. Geburtstag, starb.

## Filmografie
- 1914: Kidnapped in New York (Kurzfilm)
- 1915: The Maid of the Wild (Kurzfilm)
- 1915: Should a Wife Forgive?
- 1916: Little Mary Sunshine
- 1916: Shadows and Sunshine
- 1916: Joy and the Dragon
- 1917: Twin Kiddies
- 1917: Told at Twilight
- 1917: Sunshine and Gold
- 1917: When Baby Forgot
- 1917: Captain Kiddo (Kurzfilm)
- 1917: Tears and Smiles
- 1917: The Little Patriot
- 1918: Daddy’s Girl
- 1918: Dolly Does Her Bit
- 1918: A Daughter of the West
- 1918: The Voice of Destiny
- 1918: Cupid by Proxy
- 1918: Winning Grandma
- 1918: Dolly’s Vacation
- 1918: Milady o’ the Beanstalk
- 1919: Child of M’sieu
- 1919: The Old Maid’s Baby
- 1919: The Sawdust Doll
- 1919: The Little Diplomat
- 1919: Baby Marie’s Round-Up (Kurzfilm)
- 1919: Daddy Number Two (Kurzfilm)
- 1919: Miss Gingersnap (Kurzfilm)
- 1934: Carolina
- 1935: Roberta
- 1935: Der Untergang von Pompeji (The Last Days of Pompeii)
- 1935: We’re Only Human
- 1936: Swing Time
- 1937: Bühneneingang (Stage Door)
- 1937: Wise Girl
- 1938: Having Wonderful Time
- 1943: Die Stubenfee (His Butler’s Sister)
- 1944: Follow the Boys
- 1945: Here Come the Co-eds
- 1948: Triumphbogen (Arch of Triumph)
- 1949: My Own True Love
- 1950: Bunco Squad